# كيم وان-سو
كيم وان-سو هو سياسي كوري شمالي، ولد في مايو 1939. نشط حزبياً في حزب العمال الكوري.